# Platónicos
Platónicos es el segundo álbum de estudio de reggaeton por el cantante puertorriqueño Jay Wheeler, contiene las colaboraciones de Casper Mágico, Dalex, Myke Towers, entre otros. Similar al álbum previo, la producción estuvo a cargo de DJ Nelson, además de Los Vegaton, Lelo & Jazz.
En una entrevista con Billboard el cantante destaca al sencillo «Fuiste tú» y la colaboración «La curiosidad» como sus canciones favoritas del álbum.

## Lista de canciones
| N.º | Título                              | Productor(es)                       | Duración |  |
| 1.  | «Nada Serio» (feat. Casper Mágico)  | DJ Nelson & Los Vegaton             | 3:39     |  |
| 2.  | «Esa Nota» (feat. Dalex)            | DJ Nelson, Los Vegaton & Mikey Tone | 3:23     |  |
| 3.  | «Mala Mía» (feat. Miky Woodz)       | DJ Nelson & Los Vegaton             | 4:03     |  |
| 4.  | «La Curiosidad» (feat. Myke Towers) | DJ Nelson, Los Vegaton, Lelo & Jazz | 3:39     |  |
| 5.  | «Diferente A El»                    | DJ Nelson, Mikey Tone & Los Vegaton | 3:28     |  |
| 6.  | «Sin Ti (Remix)» (feat. Brytiago)   | DJ Nelson & Los Vegaton             | 4:26     |  |
| 7.  | «Yo Tampoco» (feat. Alex Rose)      | DJ Nelson & Los Vegaton             | 3:35     |  |
| 8.  | «Cuéntale» (feat. Nio García)       | DJ Nelson & Los Vegaton             | 3:58     |  |
| 9.  | «Cuando Fue?» (feat. Feid)          | DJ Nelson, Los Vegaton & Wain       | 3:02     |  |
| 10. | «Vivir»                             | DJ Nelson, Los Vegaton, Lelo & Jazz | 3:26     |  |
| 11. | «Me Enamore (Versión vallenato)»    | DJ Nelson, Los Vegaton & Mikey Tone | 3:41     |  |
| 12. | «Fuiste Tu»                         | DJ Nelson, Los Vegaton & Hydro      | 3:49     |  |